# Aurelia och Blue Moon

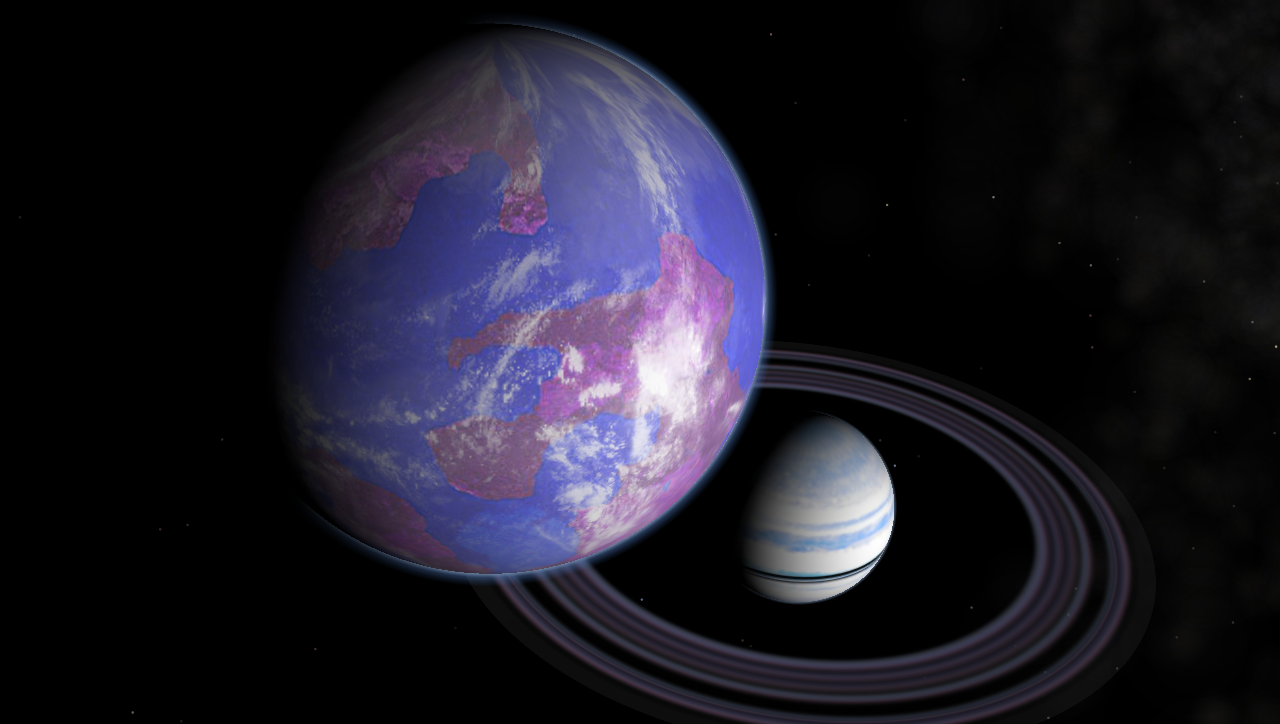
Blue Moon från Celestia.

Aurelia och Blue Moon är ett hypotetiskt exempel på en planet och en måne där utomjordiskt liv skulle kunna utvecklas. Konceptet användes första gången vid en dokumentär i Channel 4 och National Geographic Channel 2005.
Aurelia är en jordlik planet i omloppsbana runt en röd dvärg. Planeten vänder alltid samma sida mot sin stjärna, vilket gör att ena sidan alltid utsätts för dagsljus, medan det alltid är mörkt på andra sidan.
Blue Moon är en måne med hav och tät atmosfär i omloppsbana kring en gasjätte som i sin tur kretsar runt en dubbelstjärna.

### Fotnoter
1. ↑  Lovgran, Stefan (3 juni 2005). Flying Whales, Other Aliens Theorized by Scientists. http://news.nationalgeographic.com/news/2005/05/0520_050520_tv_aliens.html.
2. ↑  ”Alien Animal Planet”. Wired 14 (2). februari 2006. http://www.wired.com/wired/archive/14.02/alien.html. Läst 11 oktober 2014.
3. ↑  Richard Bell (25 november 2005). ”Stinger Fans on Alien Worlds”. Richard Bell's Wild West Yorkshire Nature Diary. Arkiverad från originalet den 19 maj 2007. https://web.archive.org/web/20070519122256/http://www.wildyorkshire.co.uk/naturediary/docs/2005/11/25.html. Läst 11 oktober 2014.